# Winthrop Street
Winthrop Street – stacja metra nowojorskiego, na linii 2 i 5. Znajduje się w dzielnicy Brooklyn, w Nowym Jorku i zlokalizowana jest pomiędzy stacjami Sterling Street i Church Avenue. Została otwarta 23 sierpnia 1920.